# Lucien Francoeur
Pour les articles homonymes, voir Francoeur.
Lucien Francoeur est un auteur, poète, enseignant et chroniqueur à la radio québécois né le 9 septembre 1948 à Montréal où il meurt le 5 novembre 2024. Il est aussi connu comme chanteur du groupe Aut'Chose.

## Biographie
Né le 9 septembre 1948 à Montréal dans le quartier Rosemont, Lucien Francoeur vit une dizaine d'années à Repentigny de l'âge de 5 ans à 14 ans,. 
À quatorze ans, Lucien Francoeur quitte l'école et se rend à New York où il séjourne quelques mois à Greenwich Village. Il revient au Québec pour un moment et se rend à La Nouvelle-Orléans en 1969 où il termine ses études secondaires. Il revient alors à Montréal en 1970 pour entreprendre des études en lettres au Cégep de Maisonneuve.
Lorsqu'il résidait à Montréal durant une partie de son adolescence, Francoeur se laissait parfois tenter par les bagarres et les petits vols qu'il commettait avec ses camarades de la grande métropole. Mais, il se démarquait par son goût pour les arts et la culture.

### Littérature et enseignement
Dans les années 1970, Lucien Francoeur gagne sa vie en faisant du taxi. Il rencontre Gaston Miron, qui publie ses premiers poèmes aux éditions de l'Hexagone. C'est l'époque des Minibrixtes réactés. Francoeur explore son américanité et témoigne de sa fascination pour la transgression et l'insanité des grandes villes.
Pendant ces années moins flamboyantes sur le plan musical, quelques prix littéraires viennent saluer son talent d'écrivain à partir des années 1980, notamment, le prix Émile-Nelligan pour son livre Les Rockeurs Sanctifiés et Exit pour Nomades, prix du Journal de Montréal.
Comme chroniqueur dans les médias écrits, Francoeur collabore aux revues Hobo-Québec, Possibles, Liberté, Estuaire, Québec-Rock.
Au début des années 1980, il commence à enseigner la littérature aux cégeps de Rosemont et John Abbott. Sur la base de sa réputation et de sa production artistique, il obtient un sauf-conduit vers un programme de maîtrise. Il décroche une maîtrise ès arts à l'Université du Québec à Trois-Rivières en 1984. Il devient aussi directeur de la collection « H » aux éditions de l'Hexagone.
En 1985, il fait une tournée de conférences dans les universités de la côte ouest des États-Unis.
Lucien Francoeur est membre de l'Union des écrivaines et des écrivains québécois (UNEQ). Il fait même partie de son conseil d'administration de 1985 à 1987.

### Musique
Dans la foulée de quelques lectures de poèmes à La Casanou, un bar où sont organisées des soirées de musique et de poésie dans les années 1970, Lucien Francoeur rencontre Pierre-André Gauthier, qui se montre intéressé à mettre de la musique rock sur la poésie de Francoeur. Le groupe Aut'Chose allait naître de cette rencontre. En 1974, Aut'Chose signe chez CBS. Le premier album, paru le 14 février 1975, connaît un immense succès avec les classiques Ch't'aime Pis Ch't'en Veux et Hey You Woman (une relecture québécoise d'un tube de Michel Polnareff) et Le Freak de Montréal. Le 2e album, en octobre 1975, contient sa floppée de classiques : Nancy Beaudoin, Ambulance Francoeur, Comme 'à Radio (une relecture d'un titre de Brigitte Fontaine), Une saison en enfer et Blue Jeans sur la Plage (clin d'œil nostalgique à Gilles Rousseau, le chanteur des Hou-Lops, un groupe yé-yé québécois des années '60). De fait, l'album Une nuit comme une autre poursuit dans la veine du rock progressif arrangé par Pierre-André Gauthier et Jacques Racine. Gauthier n'est plus là pour Le Cauchemar américain, livré en 1976. En fait, il est évincé du groupe pendant l'enregistrement de Nancy Beaudoin au studio de Morin Heights. Francoeur rebâtit Aut'Chose autour du guitariste Jacques Racine.
Après la dissolution d'Aut'Chose, Francoeur continue sous son nom, mais entouré de quelques nouveaux musiciens, dont Alan Lord, à donner des spectacles de poésie rock au Québec, ainsi qu'à Paris, tout en continuant à publier des livres et à enregistrer des disques. En 1977, Columbia France publie une compilation des trois premiers albums (Chaud comme un Juke-Box), qui est lancée sur le marché français.
Sur le plan musical de sa démarche de poète rock, dans la lignée de Jim Morrison, les efforts en solo de Francoeur ne renouvellent pas la magie des trois premiers albums du groupe Aut'Chose, malgré quelques réussites, artistiques ou commerciales, comme Nelligan, Le Rap-à-Billy (qui contribue au sous-genre hip-hop), l'album Le Retour de Johnny Frisson ou sa participation au projet Café Rimbaud, en 1987, quand son poème est mis en musique par des compositeurs divers (dont un Michel Rivard très surpris de connaître l'auteur du texte, Stephen Faulkner, Gerry Boulet et al.)[réf. nécessaire].
Francoeur retrouve Gauthier pour son l'album Dans la jungle des villes (2001), mais l'album, bien que sous le nom d'Aut'Chose, est en fait un album solo de Francoeur. Le disque compact, lancé peu de temps avant que le producteur ne fasse faillite, a peu d'impact, malgré une diffusion à MusiMax, et sera vite retiré des tablettes des disquaires. En 2005, c'est un ami, et ex-photojournaliste pour Pop-Rock, Ronald McGregor, qui décide de reformer avec des connaissances de la scène heavy metal (des membres de Grimskunk, de Voivod, de Groovy Aardvark et autres) et du vétéran guitariste Jacques Racine, le grand retour d'Aut'Chose sur la scène du Café Campus. Un album de reprises des classiques de la formation, mais beaucoup plus musclées, Chansons d'épouvantes. L'album paraît quelques semaines plus tard, le 17 mai, puis est en nomination pour l'album rock de l'année 2006 à l'ADISQ[réf. nécessaire].

### Médias et animation
Lucien Francoeur devient animateur à CKOI-FM à la fin des années 1980 dans laquelle il anime une série de quatorze émissions sur la chanson rock et sur la poésie moderne.
A la même époque, paradoxalement, il est le porte parole de la chaîne de restaurants Burger King dans des publicités télévisés. 
En 1989, il est un des artistes piégés par les comédiens de l'émission Surprise sur prise ! avec comme complice son ami et co-animateur de son émission de radio, Michel Barrette. Barrette a fait accroire à Francoeur qu'il venait de gagner le million à la loterie Lotto 6/49.
En 1992, il anime une émission a Télévision Quatre Saisons, Les Blues à Francoeur
Plus tard, en 2003, il fait un retour remarqué à la radio. Il anime avec l'humoriste Michel Barrette l'émission du retour à la maison à la station CKOI-FM. Il anime pendant quelques années la même émission à CNV, une radio internet.

### Dernières années et mort
Lors d'un entrevue à la suite de la sortie du documentaire Francoeur : on achève bien les rockers, Lucien Francoeur témoigne de sa relation avec l'héroïne et le fentanyl. Il prit la décision d'arrêter à la suite d'une overdose et par amour pour sa fille.
Lucien Francoeur meurt le 5 novembre 2024 à l'Hôpital général juif de Montréal, à l'âge de 76 ans, deux semaines après y avoir été hospitalisé pour un malaise cardiaque.
Le fonds d'archives de Lucien Francoeur est conservé au centre d'archives de Montréal de Bibliothèque et Archives nationales du Québec.

### Vie privée
Pendant plus de 45 ans, Lucien Francoeur partage sa vie avec la poète Claudine Bertrand et de cette union est née une fille, Virginie Francoeur, en 1987. Cette dernière est aussi poète avec quelques publications à son actif.

## Œuvres

### Littérature
- Minibrixes réactés, Montréal, l'Hexagone, 1972, 58 p.
- 5-10-15, Montréal, Éditions Danielle Laliberté, 1972, 48 p.
- Snack bar, Montréal, Les Herbes rouges, Vol. 10, 1973, 27 p.
- Les grands spectacles, Montréal, Éditions de l'Aurore, 1974, 118 p.  (ISBN 0885320301)
- Roman d'amour, Montréal, Éditions Danielle Laliberté, 1974, 80 p.
- Suzanne le cha-cha-cha et moi, Montréal, l'Hexagone, 1975, 87 p.
- Drive-in, Paris, Montréal, l'Hexagone, 1976, 59 p.
- Le calepin d'un menteur, Montréal, Éditions Cul-Q, 1977, 62 p.
- Les néons las, Montréal, l'Hexagone, 1978, 110 p.
- À propos de l'été du serpent, Talence, Éditions du Castor astral, 1980, 96 p.  (ISBN 2859200657)
- Des images pour une gitane, Montréal, Éditions d'Orphée, 1981, 34 p.
- Les rockeurs sanctifiés : (reptation impériale et pyramidale manie): écritures reptiliennes, Montréal, l'Hexagone, 1983, 350 p.  (ISBN 2890061787)
- Rock-désir, Montréal, VLB éditeur, 1984, 188 p.  (ISBN 2890051897)
- Le roman infini, Montréal, Éditions NBJ, 1985, 23 p.  (ISBN 2893140416)
- Une prière rock, Montréal, l'Hexagone, 1985, 24 p.  (ISBN 2890062120)
- Exit pour nomade, 1978-1984, Trois-Rivières, Écrits des Forges, 1985, 108 p.  (ISBN 2890460703)
- L'enchanteur et la bohémienne endormie : vingt-quatre études d'amour tsigane avec des mots de peintre, Montréal, Gitanéria, 1985, 36 p.
- La petite bohemia des arcanes, Montréal, Gitanéria, 1985, 15 p.
- Si Rimbaud pouvait me lire... (avec Benoît Desjardins), Saint-Lambert, Éditions du Noroît, 1987, 121 p.  (ISBN 2890181464)
- Comment j'ai appris à écrire Claudine, Montréal, Éditions d'Orphée, 1988, 74 p.
- Perfecto nuit, Montréal, VLB éditeur, 1988, 68 p.  (ISBN 2890053342)
- Comment j'ai appris à écrire Claudine, Montréal, Éditions d'Orphée, 1989, 68 p.  (ISBN 2920836552)
- Exit pour nomades, 1978-1988, Trois-Rivières, Écrits des Forges, 1991, 132p.  (ISBN 2890462129)
- Ne cherche rien ailleurs qu'ici (avec Claude Pélieu), Montréal, Éditions Trait d'union, coll. « Vis-à-vis », 1999, 110 p.  (ISBN 2922572161)
- Express pour l'Eden, Trois-Rivières, Écrits des Forges, 2001, 92 p.  (ISBN 2890466582)
- Clo la gitane : poèmes d'amour, Montréal, Éditions Trait d'union, 2001, 131 p.  (ISBN 2922572315)
- Chants de l'Amérique inavouable, Montréal, VLB éditeur, 2002, 202 p.  (ISBN 2890058034)
- Travaux publics : ars poetica !, Notre-Dame-des-Neiges, Éditions Trois-Pistoles, 98 p.  (ISBN 2895830339)
- Entre cuir et peau : poèmes et chansons choisis, 1972-2002 (anthologie de poèmes et chansons), Montréal, Éditions Typo, 2005, 265 p.  (ISBN 2892952077)
- Bayou vertige, Montréal, Le Temps volé éditeur, 2012, 13 p.  (ISBN 2921856514)
- La force ouvrière, Laval, Le Temps volé éditeur, 2016,  (ISBN 2921856611)
- Chasseur de matières sombres. Extraits de carnets de notes sauvages, Trois-Rivières, Écrits des Forges, 2018, 111 p.  (ISBN 289645361X)

#### Traductions
- Neons in the night (traduction anglaise de Les néons las), Montréal, Vehicule press, 1980, 121 p.

### Discographie

#### Aut'Chose

##### Albums
- Prends une chance avec moé, [enregistrement sonore], Montréal, COLUMBIA FS-90289, 1975.
- Une nuit comme une autre, [enregistrement sonore], Montréal, COLUMBIA FS-90309, 1975.
- Le cauchemar américain, [enregistrement sonore], Montréal, COLUMBIA PFS-90379, 1976.
- Chaud comme un juke-box (compilation), [enregistrement sonore], Paris, COLUMBIA 82029, 1977.
- Encore (compilation), [enregistrement sonore], Montréal, COLUMBIA WENC-50021, 1981.
- Chaud comme un jukebox (intégrale), [enregistrement sonore], Montréal, AM0101, 2014.

##### Simples
- J’t’aime pis j’t’en veux / Hey you woman, [enregistrement sonore], Montréal, COLUMBIA C4-4066, 1974.
- Rock’n’roll frog / Theme from The Godfather, [enregistrement sonore], Montréal, COLUMBIA C4-4082, 1974.
- Sexe-fiction / Prends une chance avec moé, [enregistrement sonore], Montréal, COLUMBIA C4-4085, 1975.
- Good vibrations / Theme from The Godfather, [enregistrement sonore], Montréal, COLUMBIA C4-4090, 1975.
- Ambulance Francoeur / Blue jeans sur la plage, [enregistrement sonore], Montréal, COLUMBIA C5-4112, 1975.
- Nancy Beaudoin / Vancouver une nuit comme une autre, [enregistrement sonore], Montréal, COLUMBIA C5-4119, 1975.
- Le p’tit gros / Les pays d’en haut, [enregistrement sonore], Montréal, COLUMBIA C5-4153, 1976.
- Le rock à l’école / Ben dans ma peau, [enregistrement sonore], Montréal, HASARD HA-4003, 1982.

#### Lucien Francoeur

##### Albums
- Aut’chose / Épreuve machine, [enregistrement sonore], Montréal, GAMMA GS-244, 1978; Paris. SFPP 6.8624, 1978.
- Le retour de Johnny Frisson, [enregistrement sonore], Montréal, KEBEC-DISC KD-997, 1980; Paris, SPALAX FP8-6844, 1983.
- Jour et nuit, [enregistrement sonore], Montréal, PELO-1001, 1983; Paris, KEBEC-DISC KD-51001 RC 250, 1983.
- Dernière vision, [enregistrement sonore], Montréal, KEBEC-DISC KD-628, 1985.
- Les gitans reviennent toujours, [enregistrement sonore], Montréal, A & M SP9139, 1987.
- Dans la jungle des villes, [enregistrement sonore], Montréal, STAR STR-CD-8129, 2001.
- Clo la gitane, [enregistrement sonore], Montréal, Trait d’Union, 2001.
- Avant ailleurs - Poèmes et autres scarifications (avec Vromb), [enregistrement sonore], Montréal, ORAL 41, 2011.
- Francoeur - Poète rock (coffret 5 CD), [enregistrement sonore], Montréal, 88875178542, 2015.

##### Simples
- Marlène / Pin-up, [enregistrement sonore], Montréal, GAMMA 1678, 1978.
- Paris rock’n’roll / Marlène, [enregistrement sonore], Montréal, GAMMA FP-4-54, 1978.
- Directement de Paris / Chocs électriques, [enregistrement sonore], Montréal, KÉBEC-DISC KD-9103, 1980.
- Rap-à-billy / Têtes d’affiche, [enregistrement sonore], Montréal, PELO PEL-0107, 1983.
- Waïkiki beach / No man’s land, [enregistrement sonore], Montréal, KÉBEC-DISC KD-9272, 1985.
- Gypsie rock / Tatoo, [enregistrement sonore], Montréal, KÉBEC-DISC KD-9310, 1985.
- On achève bien les rockeurs / Exit highway, [enregistrement sonore], Montréal, A& M AM-732, 1987.
- Rock city / Sur la place publique, [enregistrement sonore], Montréal, A & M AM-736, 1987.
- M. Reagan / Le soleil sur la ville, [enregistrement sonore], Montréal, A & M AM-751, 1988

##### Collaboration
- Tant besoin d’aimer, pour Motion
- Un air pour rêver, pour Mélody Stewart, simple, Montréal, TBI records, TBC-1001, 1980.
- Café Rimbaud, pour Steve Faulkner, Gerry Boulet, Lina Boudreau, Marie Bernard et Michel Rivard, in Café Rimbaud, Montréal, Société Radio-Canada SP-008, 1987.
- City night, pour Gerry Boulet, in Gerry Boulet, Montréal, G.I.T. DCCD-1903, 1991.
- City night / Café Rimbaud, pour Gerry Boulet, in En rappel…, Montréal, BOULET DE CANON BCCD-1903, 1996.
- Dans les rues d’Amsterdam / Easy writer, pour Sendiva (Marc Arsenault), in Sendiva, Montréal, MULTIPASS MUSIC MPM2-1337, 2000.
- Mal d’aimer, pour Martine St-Clair, in Un bonheur fou, Montréal, STAR STR-CD-8127, 2001.
- Mémorex, pour Nathalie Lavoie, non-endisquée, 2003.
- Rap à Billy. Remix pour Malik Shaheed, non endisquée, 2006 ou 2007. Un vidéoclip a été fait pour la promotion de l'album Franglais de Malik Shaheed.

### Filmographie
- Pierre Bastien, Exit pour nomades, [document audiovisuel], Montréal, Canada-Québec, 1991, 75 min.
- Virginie Francœur, Francoeur : on achève bien les rockers, [document audiovisuel], Montréal, Canada-Québec, 2023, 94 min[16].

## Prix, honneurs et hommages
- 1980 - Prix de la traduction John-Glasco, (pour Neons in the night)[17]
- 1983 - Prix Émile-Nelligan, (pour Les Rockeurs sanctifiés)[6]
- 1985 - Prix littéraires du Journal de Montréal, (pour Exit pour nomade)[3]
- Depuis 2015, le Gala alternatif de la musique indépendante du Québec récompense les artistes de la musique alternative en remettant les prix Lucien en l'honneur de Lucien Francoeur[18].